# Маунт-Гіліад (Північна Кароліна)
Маунт-Гіліад (англ. Mount Gilead) — місто (англ. town) в США, в окрузі Монтгомері штату Північна Кароліна. Населення — 1171 особа (2020).

## Географія
Маунт-Гіліад розташований за координатами 35°12′57″ пн. ш. 80°0′10″ зх. д. / 35.21583° пн. ш. 80.00278° зх. д. (35.215750, -80.002819).  За даними Бюро перепису населення США в 2010 році місто мало площу 8,68 км², уся площа — суходіл.

## Демографія
Згідно з переписом 2010 року, у місті мешкала 1181 особа в 487 домогосподарствах у складі 330 родин. Густота населення становила 136 осіб/км².  Було 574 помешкання (66/км²).
Расовий склад населення:
| - 56,0 % — чорних або афроамериканців - 41,2 % — білих - 0,7 % — азіатів - 0,1 % — корінних американців |

До двох чи більше рас належало 1,5 %. Частка іспаномовних становила 1,2 % від усіх жителів.
За віковим діапазоном населення розподілялося таким чином: 24,5 % — особи молодші 18 років, 56,4 % — особи у віці 18—64 років, 19,1 % — особи у віці 65 років та старші. Медіана віку мешканця становила 43,0 року. На 100 осіб жіночої статі у місті припадало 84,0 чоловіків;  на 100 жінок у віці від 18 років та старших — 76,6 чоловіків також старших 18 років.
Середній дохід на одне домашнє господарство  становив 48 153 долари США (медіана — 32 273), а середній дохід на одну сім'ю — 54 797 доларів (медіана — 40 875). Медіана доходів становила 30 795 доларів для чоловіків та 29 333 долари для жінок. За межею бідності перебувало 25,8 % осіб, у тому числі 45,5 % дітей у віці до 18 років та 5,9 % осіб у віці 65 років та старших.
Цивільне працевлаштоване населення становило 466 осіб. Основні галузі зайнятості: виробництво — 32,6 %, освіта, охорона здоров'я та соціальна допомога — 26,2 %, будівництво — 11,2 %, публічна адміністрація — 8,6 %.